# Ministerio de Asuntos de la Mujer (Palestina)
El Ministerio de Asuntos de la Mujer (en árabe: وزارة شؤون المرأة) es un organismo gubernamental encargado de promover y proteger los derechos de la mujer en Palestina. 

## Descripción
Entre los objetivos del Ministerio figuran fomentar la participación de la mujer en la toma de decisiones a todos los niveles, promover la igualdad de género y eliminar la discriminación contra la mujer, aumentar el acceso de la mujer a la educación, la atención sanitaria y otros servicios básicos, y proteger los derechos de la mujer de acuerdo con las normas internacionales.

## Historia
El Ministerio se creó en 2003, y su misión es desarrollar y aplicar políticas y programas destinados a mejorar la situación de las mujeres palestinas. Su responsable política es Amal Hamad.